# Octomeria fimbriata
Octomeria fimbriata är en orkidéart som beskrevs av Paulo Campos Porto och Ariane Luna Peixoto. Octomeria fimbriata ingår i släktet Octomeria och familjen orkidéer. Inga underarter finns listade i Catalogue of Life.